# Eberhard Schanze
Eberhard Schanze (* 4. Juni 1949 in Quentel) ist ein ehemaliger deutscher Diplomat. Er war zuletzt (bis Sommer 2014) Leiter der Ständigen Vertretung der Bundesregierung bei der OVCW (Organisation für das Verbot chemischer Waffen) in Den Haag.

## Leben
Eberhard Schanze legte 1967 sein Abitur in Gelsenkirchen ab. Von 1967 bis 1972 studierte er Rechtswissenschaften an der Universität Bonn. Nach der 1. Juristischen Staatsprüfung 1972 war er 1973/74 wissenschaftlicher Mitarbeiter an der Universität Bonn. Von 1973 bis 1975 studierte er Politische Wissenschaft. Nach dem Juristischen Vorbereitungsdienst von 1975 bis 1978 legte er 1978 die 2. Juristische Staatsprüfung ab.
Von 1978 bis 1982 war Eberhard Schanze im Bundesministerium für Jugend, Familie und Gesundheit beschäftigt. 1980 war er Dezernent in der Bezirksregierung Köln. Von 1982 bis 1985 war er im Bundesministerium für Wirtschaftliche Zusammenarbeit tätig.
Von 1985 bis 1988 arbeitete Eberhard Schanze an der Deutschen Botschaft in Lusaka (Sambia). Von 1988 bis 1991 war er in der Zentrale des Auswärtigen Amts in Bonn tätig. 1991 bis 1995 war Schanze Ständiger Vertreter an der Botschaft Sanaa (Jemen). Von 1995 bis 2001 arbeitete er als stellvertretender Referatsleiter in der Zentrale des Auswärtigen Amts und von 2004 bis 2006 als Referatsleiter.
Nach einer Sprachausbildung 2006/2007 war Schanze von 2007 bis 2010 deutscher Botschafter in Nouakchott (Mauretanien). Von 2010 bis 2012 war er Botschafter in Ghana, anschließend Ständiger Vertreter bei der OVCW in den Haag (bis 2014), danach trat er in den Ruhestand.
In den Jahren 2015 und 2016 war Schanze einer der drei Leiter einer gemeinsamen UN-OPCW-Untersuchungskommission zur Aufklärung der Verantwortlichkeiten für Chemiewaffeneinsätze in Syrien.

## Privatleben
Eberhard Schanze ist verheiratet und hat fünf Kinder.